# スミス・トンプソン
スミス・トンプソン（Smith Thompson, 1768年1月17日 - 1843年12月18日）は、アメリカ合衆国の政治家、法律家、裁判官。1819年から1823年まで第6代アメリカ合衆国海軍長官を務め、1823年から1843年まで第13代アメリカ合衆国連邦最高裁判所陪席判事を務めた。

## 生涯
1768年、トンプソンはニューヨーク州ダッチェス郡で生まれた。トンプソンはプリンストン大学で法学の学士号を取得し、1793年に司法修習生としての修習を終えた。その後、わずかの教師生活を経た後に弁護士業を開業した。またトンプソンは1794年に、同業者ギルバート・リヴィングストンの娘のサラ・リヴィングストンと結婚した。
トンプソンは間もなく民主共和党に加わり、1800年にニューヨーク州下院議員に選出された。トンプソンは1801年にニューヨーク州憲法制定会議の代表を務めた後、1802年にニューヨーク州最高裁判所の裁判官に指名された。トンプソンは1818年まで同裁判所の裁判官を務め、1814年からは長官を務めた。
トンプソンは裁判官を務める一方で、連邦政府の行政府に関心を向けていた。1818年11月にジェームズ・モンロー大統領からアメリカ合衆国海軍長官に指名されると、トンプソンは直ちにニューヨーク州最高裁判所長官を辞任し、翌1919年1月に海軍長官に就任した。
トンプソンは海軍長官として新たな戦列艦やフリゲート、その他の小規模な軍艦の建造を前長官から引き継いだ。そして西インド諸島における海賊行為の鎮圧に乗り出し（西インド諸島海賊掃討作戦）、また西インド諸島における交易の保護のため、海軍の巡回地域をアフリカ大陸や南アメリカ大陸にまで拡大した。
1823年、モンロー大統領はトンプソンを合衆国最高裁判所の裁判官に推薦し、トンプソンはその指名を不本意ながら受諾した。だが政治への関心は薄れず、1828年にトンプソンはニューヨーク州知事選挙に出馬した。そしてその選挙で敗北を喫すると、政治生活を退き、生計のための裁判所に残った。トンプソンは最高裁判所長官ジョン・マーシャルと厳しく対立し、しばしば論争を繰り広げた。
1843年、トンプソンはニューヨーク州ダッチェス郡で死去した。トンプソンの遺体は同州ポキプシーのポキプシー墓地に埋葬された。
トンプソンの死後、アメリカ海軍では、トンプソンの功績を称えて、駆逐艦スミス・トンプソンにその名が付けられた。